# Mục tiêu Phát triển Thiên niên kỷ

Mục tiêu Phát triển Thiên niên kỷ là sáng kiến của Liên Hợp Quốc.

Mục tiêu Phát triển Thiên niên kỷ, còn gọi là Mục tiêu Thiên niên kỷ là 8 mục tiêu được 189 quốc gia thành viên Liên hợp quốc nhất trí phấn đấu đạt được vào năm 2015. Những mục tiêu này (gọi tắt là MDGs từ tiếng Anh: Millennium Development Goals) được ghi trong bản Tuyên ngôn Thiên niên kỷ của Liên Hợp Quốc tại Hội nghị thượng đỉnh Thiên niên kỷ diễn ra từ ngày 6 đến ngày 8 tháng 9 năm 2000 tại trụ sở Đại Hội đồng Liên Hợp Quốc ở New York, Mỹ. Trước đó, năm 1996, Tổ chức Hợp tác và Phát triển Kinh tế (OCED) đã đi tiên phong trong việc đưa ra các Mục tiêu Phát triển Quốc tế trong bản Báo cáo Định hướng Thế kỷ 21 là tiền thân của Mục tiêu Phát triển Thiên niên kỷ.

## 8 mục tiêu và 48 chỉ tiêu cụ thể
8 mục tiêu và những chỉ tiêu được lượng hóa kèm theo trong bản Tuyên ngôn Thiên niên kỷ đã được Đại Hội đồng Liên Hợp Quốc bổ sung trong phiên họp lần thứ 62, tháng 10 năm 2007 bao gồm:
1. Triệt để loại trừ tình trạng bần cùng (nghèo cùng cực) và thiếu ăn:
  - Trong khoảng thời gian 1990–2015, giảm một nửa tỷ lệ người có thu nhập (tính theo sức mua tương đương PPP năm 1993) dưới 1 USD một ngày.
  - Trong khoảng thời gian 1990–2015, giảm một nửa tỷ lệ người bị thiếu ăn.
  - Tạo việc làm thích hợp và hữu ích cho tất cả mọi người bao gồm cả phụ nữ và thanh niên.
2. Hoàn thành phổ cập giáo dục tiểu học:
  - Đảm bảo rằng đến năm 2015, tất cả trẻ em, không phân biệt trai gái, đều được hoàn tất giáo dục tiểu học.
3. Nâng cao bình đẳng giới và vị thế, năng lực của phụ nữ:
  - Xóa bỏ tình trạng chênh lệch về giới tính ở giáo dục tiểu học và trung học cơ sở tốt nhất là vào năm 2005 và ở mọi cấp không chậm hơn năm 2015.
4. Giảm tỷ lệ tử vong ở trẻ em:
  - Giảm hai phần ba tỷ lệ tử vong ở trẻ em dưới 5 tuổi trong giai đoạn 1990-2015.
5. Cải thiện sức khỏe sinh sản:
  - Giảm ba phần tư tỷ lệ tử vong ở bà mẹ trong giai đoạn 1990-2015.
  - Đến năm 2015, phổ cập chăm sóc sức khỏe sinh sản.
6. Phòng chống HIV/AIDS, sốt rét và các bệnh dịch khác:
  - Chặn đứng và bắt đầu thu hẹp sự lây lan của HIV/AIDS vào năm 2015.
  - Đến năm 2010, mọi đối tượng có nhu cầu đều được điều trị HIV/AIDS.
  - Chặn đứng và bắt đầu giảm tỷ lệ mắc bệnh sốt rét cũng như các bệnh dịch khác vào năm 2015.
7. Đảm bảo sự bền vững của môi trường:
  - Tích hợp nguyên tắc phát triển bền vững trong các chính sách và chương trình quốc gia; giảm thiểu tổn thất về môi trường.
  - Giảm tổn thất về tính đa dạng sinh học, đến năm 2010 giảm đáng kể tỷ lệ này.
  - Đến năm 2015, giảm một nửa tỷ lệ người không được tiếp cận thường xuyên với nước sạch và hợp vệ sinh.
  - Đến năm 2020, cải thiện đáng kể cuộc sống của ít nhất 100 triệu người đang sống trong nhà ổ chuột.
8. Tăng cường quan hệ đối tác toàn cầu cho phát triển:
  - Tăng cường hơn nữa hệ thống thương mại và tài chính mở, dựa trên luật lệ, không phân biệt đối xử và có thể dự báo, trong đó có cam kết hướng tới sự quản lý tốt, phát triển và giảm thiểu tình trạng đói nghèo trên phạm vi quốc gia và quốc tế.
  - Đáp ứng nhu cầu đặc biệt của các nước kém phát triển nhất, trong đó có việc đảm bảo khả năng tiếp cận đối với các mặt hàng xuất khẩu của họ trên cơ sở miễn thuế và phi hạn ngạch; tăng cường giảm nợ cho các nước nghèo nợ nần nhiều; xoá các khoản nợ song phương chính thức; và tăng cường hỗ trợ phát triển chính thức cho các nước cam kết xoá đói giảm nghèo
  - Đáp ứng nhu cầu đặc biệt của các nước đang phát triển nằm sâu trong lục địa và các quốc đảo nhỏ đang phát triển
  - Giải quyết một cách toàn diện các vấn đề nợ nần của các nước đang phát triển thông qua các biện pháp quốc gia và quốc tế nhằm đảm bảo quản lý nợ lâu dài, bền vững.
  - Thông qua hợp tác với các nước đang phát triển tăng cường và thực hiện chiến lược tạo việc làm thích hợp và hữu ích cho thanh niên.
  - Bằng cách hợp tác với các công ty dược phẩm, cung cấp đủ những thuốc trị bệnh thiết yếu tại các nước đang phát triển.
  - Thông qua hợp tác với khu vực tư nhân, phát huy các lợi ích của những công nghệ mới, đặc biệt là công nghệ thông tin.

## Tình hình thực hiện
Báo cáo thực hiện các Mục tiêu Thiên niên kỷ năm 2007 của Liên hợp quốc, khi mà tiến trình thực hiện đã được một nửa thời gian, đánh giá rằng MDGs có thể đạt được ở phần lớn các quốc gia nhưng để hoàn thành các mục tiêu, cần có thêm những biện pháp cụ thể, cấp bách và ổn định cho đến năm 2015. Một số thách thức chủ yếu là:
- Hàng năm vẫn có trên nửa triệu bà mẹ tử vong trong khi mang thai và sinh nở bởi những biến chứng có thể phòng ngừa và chữa trị được. Tỷ lệ tử vong của bà mẹ rất cao ở tiểu vùng Sahara.
- Nếu tình hình tiếp tục diễn biến theo xu hướng hiện nay thì chỉ tiêu giảm một nửa tỷ lệ trẻ em có trọng lượng dưới mức bình thường sẽ không đạt được chủ yếu vì sự tiến triển chậm chạp ở khu vực Nam Á và tiểu vùng Sahara.
- Tổng số người chết vì bệnh AIDS năm 2006 đã lên tới 2,9 triệu; các biện pháp phòng ngừa đã không ngăn chặn được sự phát triển của bệnh dịch này. Năm 2005, có 15 triệu trẻ em mồ côi cha/mẹ hoặc cả hai vì AIDS.
- Một nửa dân số của các nước đang phát triển thiếu các điều kiện vệ sinh cơ bản. Để đạt Mục tiêu Thiên niên kỷ, trong giai đoạn 2005 đến 2015, 1,6 tỷ người cần được tiếp cận thường xuyên với những điều kiện vệ sinh đã được cải thiện.
- Trái với những gì mà tăng trưởng kinh tế ở các nước đang phát triển mạng lại, sự bất bình đẳng trong phân phối thu nhập ngày càng cao, đặc biệt là Đông Á, nơi tỷ lệ tiêu dùng của những người nghèo nhất giảm sút mạnh mẽ trong giai đoạn 1990-2004.
- Phần lớn các nèn kinh tế không tạo được cơ hội việc làm cho thanh niên, tỷ lệ thất nghiệp ở thanh niên cao gấp 3 lần người trưởng thành.
- Cảnh báo về khí hậu đã trở nên rõ ràng, khí thải dyoxide carbon, tác nhân chính gây ra sự biến đổi khí hậu toàn cầu đã tăng từ 23 tỷ m³ năm 1990 lên 29 tỷ m³ năm 2004. Sự thay đổi khí hậu sẽ có những tác động kinh tế, xã hội nghiêm trọng, cản trở tiến trình đạt đến Mục tiêu Thiên niên kỷ.

Bản báo cáo cũng chỉ ra sự mất cân đối trong từng quốc gia, đặc biệt là một số nhóm dân cư, thường là những người sống ở nông thôn, những bà mẹ và trẻ em không được giáo dục chính quy, những hộ gia đình nghèo nhất, đang không có được sự tiến triển cần thiết để đạt tới mục tiêu như bộ phận dân cư còn lại. Tình trạng này đặc biệt rõ ràng trong lĩnh vực giáo dục và chăm sóc sức khỏe. Để đạt Mục tiêu Thiên niên kỷ, các quốc gia sẽ phải huy động thêm các nguồn lực và đầu tư công cộng đem lại lợi ích cho người nghèo.